# Аттіла Мештерхазі

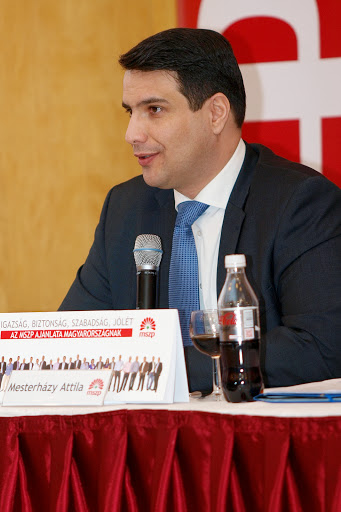
Аттіла Мештерхазі

Аттіла Мештерхазі (угор. Mesterházy Attila; нар. 30 січня 1974, Печ) — угорський політик, кандидат Угорської соціалістичної партії на посаду прем'єр-міністра на парламентських виборах 2010 та 2014 року. З 10 липня 2010 до 29 травня 2014 року — лідер Угорської соціалістичної партії.

## Біографія
Закінчив Університет Корвіна в Будапешті, де вивчав економіку і міжнародні відносини. Працював в урядах Петера Медьєші і Ференца Дюрчаня держсекретарем у міністерстві у справах дітей, молоді та спорту. У 2009 році став одним з віце-президентів партії. У грудні 2009 року був обраний партійним кандидатом на посаду прем'єр-міністра на парламентських виборах 2010 року. Головними пунктами передвиборної програми, озвученої Мештерхазі, стали зниження податків, розвиток автотранспортної інфраструктури та інтеграція циган.
Одружений, є двоє дітей. Володіє англійською та іспанською мовами.